# La Légende du roi Arthur
La Légende du roi Arthur : Quand l'amour change le cours de l'histoire est un spectacle musical français de Dove Attia, dont la première représentation a eu lieu le 17 septembre 2015 au Palais des congrès de Paris, avant une tournée en France, en Belgique et en Suisse à partir de janvier 2016.
Le spectacle a attiré 300 000 spectateurs lors de 150 représentations.

## Fiche technique
- Titre : La Légende du roi Arthur
  - Sous-titre : Quand l'amour change le cours de l'histoire
- Livret : Dove Attia et Francois Chouquet
- Paroles et musique : Zaho, Silvio Lisbonne, Rod Janois, Skread et Orelsan (sur le titre Le monde est parfait[2])
- Mise en scène et chorégraphie : Giuliano Peparini
- Production : Dove Attia
- Société de production : Décibels Productions
- Casting : Dove Attia
- Costumes : Frédéric Olivier
- Coiffures : Audrey Borca et Raphael Perrier
- Lumières : Xavier Lauwers
- Son : Jean-Philippe Bonichon
- Images : D-Labs (Albin Rosa, Vincent Le Moigne, Nelson Dos Santos, Claire Allante)
- Coach vocal : Damien Sivert
- Date de première représentation : 17 septembre 2015 au Palais des congrès de Paris
- Date de début de la tournée : 30 janvier 2016 au Zénith d'Orléans
- Date de dernière représentation : 25 juin 2016 au Zénith Arena de Lille

## Distribution
Chanteurs
- Florent Mothe : le roi Arthur[3]
- Zaho : la fée Morgane
- Camille Lou : la reine Guenièvre[4]
- Fabien Incardona : Méléagant[5]
- Charlie Boisseau : Lancelot[6]

Comédiens
- David Alexis : Merlin
- Dan Menasche précédé par Thomas Ronzeau : Gauvain
- Julien Lamassonne : l'homme du peuple, l'esprit et Urien
- Tamara Fernando : Leïa, la complice de la fée Morgane (rôle de comédie et rôle dansé)
- Yamin Dib précédé par Olivier Mathieu : Kay, le demi-frère du roi Arthur

Doublures
- Kaël : doublure de Méléagant, de l'homme du peuple et de Lancelot
- Robinne Berry ou Sarah Van Elst : doublure de la reine Guenièvre et de la fée Morgane
- Julien Lamassonne : doublure du roi Arthur et de Gauvain

Danseurs
- Tamara Fernando, Alessandra Cito, Emmanuelle Seguin-Hernandez, Noellie Bordelet, Veronique Lemonnier, Hai-wen Hsu, Federica Paneri, Camilla Brezzi et Loredana Persichetti.
- Geoffrey Ploquin (Anthor au début du spectacle), Jimmy Vairon, Brahem Aïache (le cerf), Rémy Marchant, Sebastian Cuiza, Gianlorenzo De Donno, Gabriele Beddoni (~le vendeur d'épée au début du spectacle), Vincenzo Battista, Angelo Recchia, Tiwuany (le loup), Gian Maria Giuliattini, Féroz Sahoulamide, Tim Vranken, Valentin Vossenat, Lorenzo Del Moro et Gianluca Falvo.

Danseurs A.I.D.
- Lili Felder et Angela Ruscitti.
- Anthony Thieux, Uchiha Dante, Antonio Terrestre, Antonello Sangirardi, Alessandro Giuglietini, Marco Pasqualetti.

## Galerie du spectacle

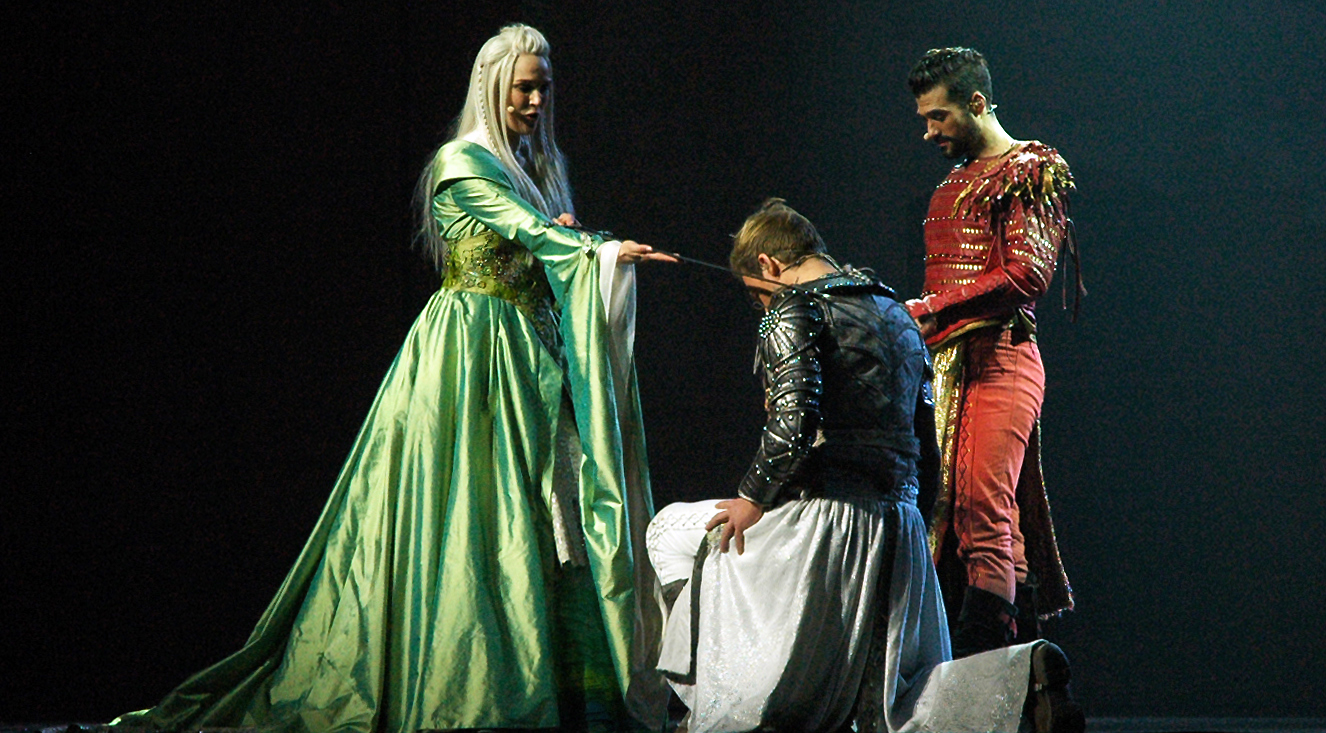
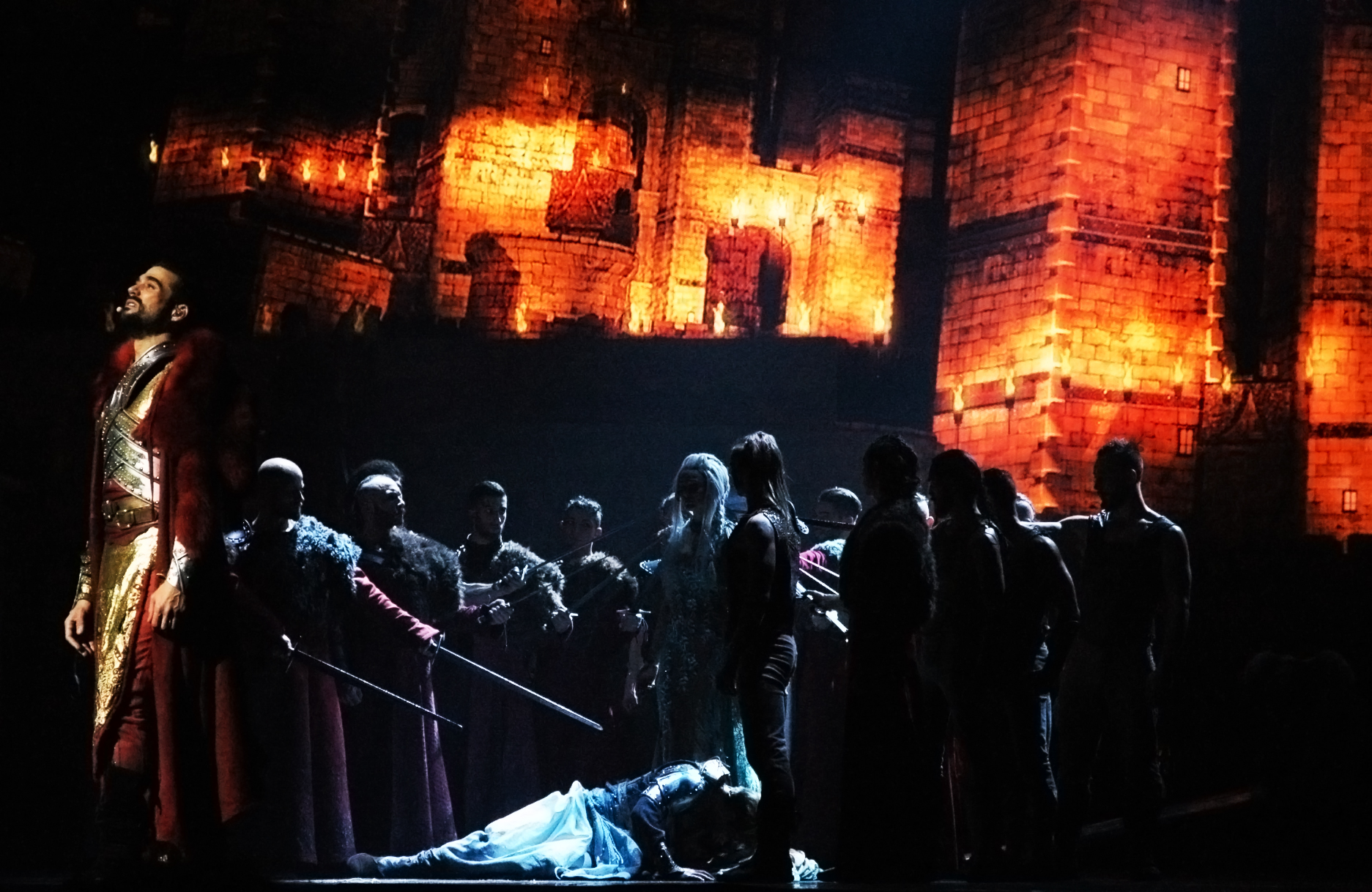
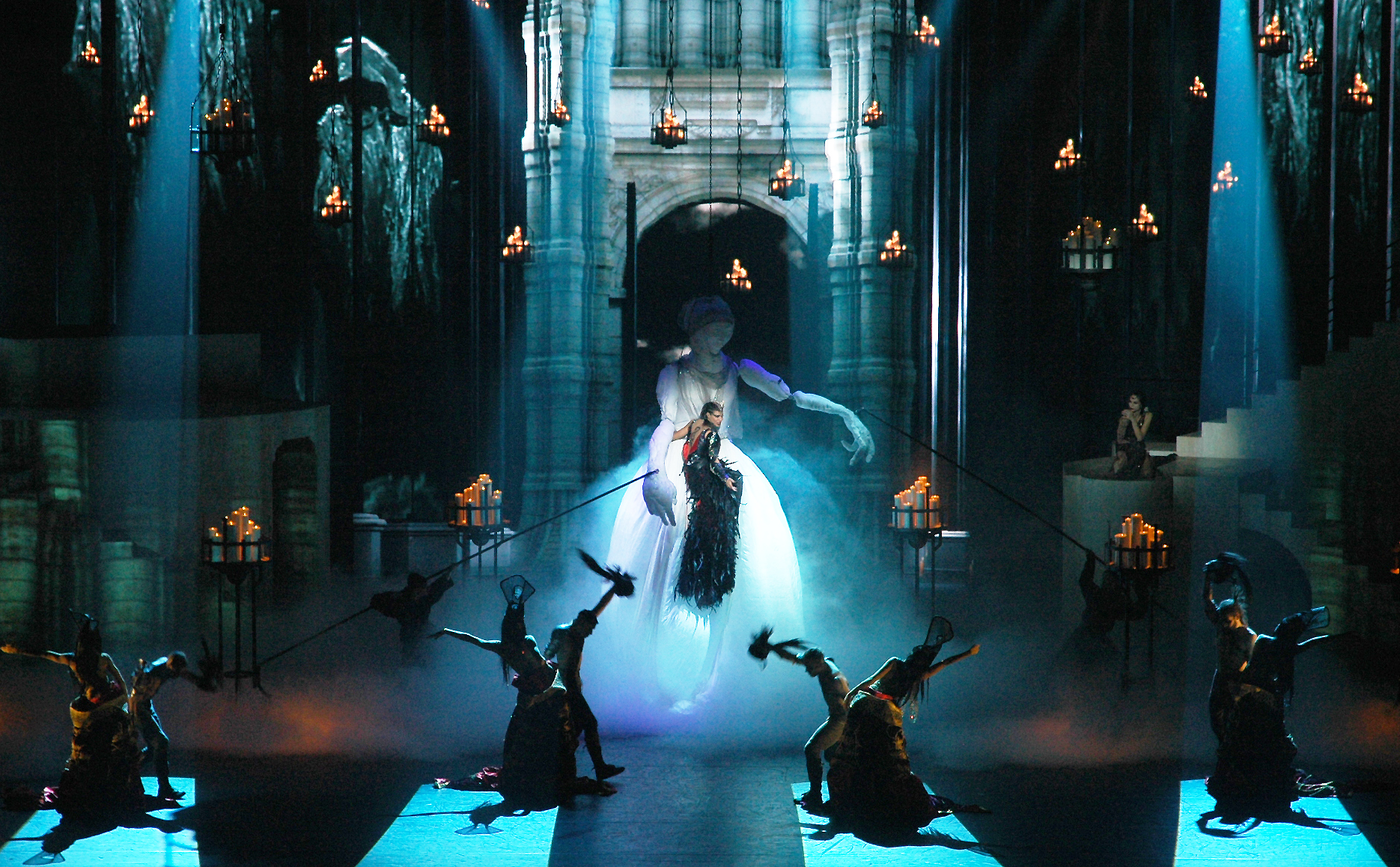
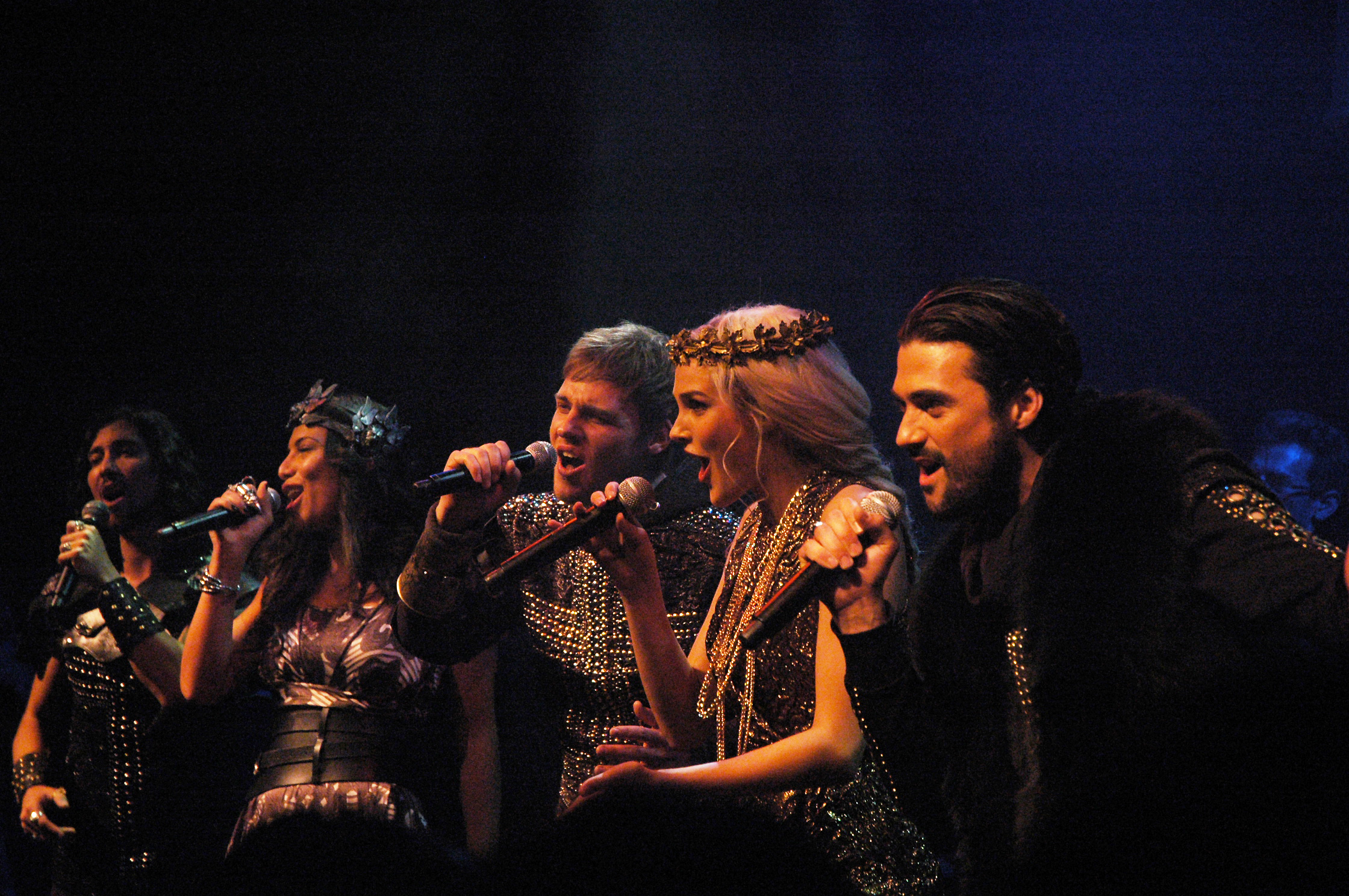

## Développement
David Carreira, qui avait été initialement prévu pour le rôle de Lancelot, quitte le projet en février 2015
Sarah Van Elst a doublé de nombreuses fois Zaho, plusieurs séances à Paris et toutes les séances à Bruxelles (pour la fée Morgane) ainsi que Camille Lou à Paris.
Julien Lamassonne a doublé Florent Mothe à Paris.
Kaël a doublé l'homme du peuple à Paris, Fabien Incardona dans le rôle de Méléagant pour une représentation à Lyon et Charlie Boisseau dans le rôle de Lancelot lors d'une représentation à Toulouse.
Enfin, Thomas Ronzeau a eu l'occasion de doubler David Alexis dans le rôle de Merlin à Paris.

## Discographie

### Singles
- Révélé le 27 octobre 2014, Mon combat (Tir nam beo) est le premier single du spectacle, interprété par Florent Mothe et Zaho[8].
- Le deuxième extrait du spectacle, Quelque chose de magique, paraît le 16 février 2015 : il s'agit d'un duo entre Florent Mothe et Camille Lou[9].
- Le troisième extrait s'intitule Auprès d'un autre, paraît le 30 mars 2015, interprété par Florent Mothe.
- Le quatrième extrait s'intitule Il est temps, paraît le 13 avril 2015, interprété par toute la troupe.
- Le cinquième extrait s'intitule Au diable, interprété par Camille Lou.

### AlbumLa Légende du roi Arthur
L'album studio du spectacle sort le 13 avril 2015 et comprend 14 titres :
| No  | Titre                                  | Interprète(s)                                                         | Durée |
| --- | -------------------------------------- | --------------------------------------------------------------------- | ----- |
| 1.  | Advienne que pourra                    | Fabien Incardona                                                      | 3:26  |
| 2.  | Quelque chose de magique               | Florent Mothe & Camille Lou                                           | 3:25  |
| 3.  | Auprès d'un autre                      | Florent Mothe                                                         | 3:38  |
| 4.  | Il est temps                           | Charlie Boisseau & Camille Lou                                        | 2:58  |
| 5.  | Ce que la vie a fait de moi            | Zaho                                                                  | 3:59  |
| 6.  | Au diable                              | Camille Lou                                                           | 3:08  |
| 7.  | Si je te promets                       | Camille Lou, Florent Mothe et Charlie Boisseau                        | 3:59  |
| 8.  | Tu vas le payer                        | Zaho                                                                  | 2:58  |
| 9.  | Le monde est parfait                   | Charlie Boisseau                                                      | 3:19  |
| 10. | Tant de haine                          | Fabien Incardona                                                      | 3:01  |
| 11. | Mon combat (Tir nam beo)               | Zaho & Florent Mothe                                                  | 2:51  |
| 12. | Promis c'est juré                      | Florent Mothe, Zaho, Camille Lou, Fabien Incardona & Charlie Boisseau | 3:19  |
| 13. | L'Ouverture d'Excalibur (instrumental) |                                                                       | 2:36  |
| 14. | Il est temps (version troupe)          | Florent Mothe, Zaho, Camille Lou, Fabien Incardona & Charlie Boisseau | 2:56  |

L'album intégral du spectacle sort le 11 septembre 2015. Il contient 2 CDs de 29 titres :
| 1.  | Quelque chose de magique    | Florent Mothe et Camille Lou                   | 3:25 |
| 2.  | Auprès d'un autre           | Florent Mothe                                  | 3:38 |
| 3.  | Wake Up                     | Charlie Boisseau                               | 2:51 |
| 4.  | Faire comme si              | Camille Lou et Charlie Boisseau                | 3:17 |
| 5.  | Advienne que pourra         | Fabien Incardona                               | 3:26 |
| 6.  | Au Diable                   | Camille Lou                                    | 3:08 |
| 7.  | Ce que la vie a fait de moi | Zaho                                           | 3:59 |
| 8.  | Si je te promets            | Camille Lou, Florent Mothe et Charlie Boisseau | 3:59 |
| 9.  | Je me relève                | Florent Mothe                                  | 3:13 |
| 10. | Qu'ils me traitent d'idiot  | Charlie Boisseau                               | 3:05 |
| 11. | Rêver l'impossible          | Camille Lou                                    | 2:27 |
| 12. | À l'enfant                  | Zaho                                           | 2:23 |
| 13. | Il est temps                | Camille Lou et Charlie Boisseau                | 2:58 |
| 14. | Mon combat (Tir nam beo)    | Zaho et Florent Mothe                          | 2:51 |

| 1.  | Promis c'est juré                      | Florent Mothe, Zaho, Camille Lou, Fabien Incardona et Charlie Boisseau | 3:19 |
| 2.  | Tu vas le payer                        | Zaho                                                                   | 2:58 |
| 3.  | Nos corps à la dérive                  | Camille Lou et Fabien Incardona                                        | 3:25 |
| 4.  | Délivre-nous                           | Julien Lamassonne                                                      | 2:25 |
| 5.  | Dors, Morgane, Dors                    | Zaho et Julien Lamassonne                                              | 1:50 |
| 6.  | Un nouveau départ                      | Fabien Incardona                                                       | 2:50 |
| 7.  | Qui suis-je?                           | Florent Mothe et David Alexis                                          | 2:20 |
| 8.  | À nos vœux sacrés                      | Zaho et Fabien Incardona                                               | 3:18 |
| 9.  | La Danse des guerriers (instrumental)  | La troupe de la légende du roi Arthur                                  | 1:33 |
| 10. | Le monde est parfait                   | Charlie Boisseau                                                       | 3:19 |
| 11. | Le Chant du dragon (instrumental)      | La troupe de la légende du roi Arthur                                  | 1:53 |
| 12. | Jeux dangereux (instrumental)          | La troupe de la légende du roi Arthur                                  | 1:21 |
| 13. | Il est temps (version Troupe)          | Florent Mothe, Zaho, Camille Lou, Fabien Incardona et Charlie Boisseau | 2:56 |
| 14. | Tant de haine                          | Fabien Incardona                                                       | 3:01 |
| 15. | L'Ouverture d'Excalibur (instrumental) | La troupe de la légende du roi Arthur                                  | 2:36 |

| Classement (2015-2016)                 | Meilleure position |
| -------------------------------------- | ------------------ |
| Belgique (Wallonie Ultratop 50 Albums) | 10                 |
| France (Top Albums Fusionné) (SNEP)    | 8                  |
| Suisse (Schweizer Hitparade)           | 61                 |
| Suisse (Schweizer Hitparade Romandie)  | 17                 |

| Pays   | Organisme | Certification | Seuil  |
| ------ | --------- | ------------- | ------ |
| France | SNEP      | Or            | 50 000 |

## Spectacle
La première de La Légende du roi Arthur a eu lieu le 17 septembre 2015 au palais des congrès de Paris.
L'ordre des chansons présentées dans le spectacle est différent de celui des CD :

### Acte 1
| N° | Titre                           | Interprète(s)                                  |
| -- | ------------------------------- | ---------------------------------------------- |
| 1  | L'Ouverture d'Excalibur         | Instrumental                                   |
| 2  | Le Chant du dragon              | Instrumental                                   |
| 3  | Promis c'est juré               | Chœurs                                         |
| 4  | L'Ouverture d'Excalibur (suite) | Instrumental                                   |
| 5  | Advienne que pourra             | Fabien Incardona                               |
| 6  | Qui suis-je ?                   | Florent Mothe et David Alexis                  |
| 7  | La Danse des guerriers          | Instrumental                                   |
| 8  | Rêver l'impossible              | Camille Lou                                    |
| 9  | Quelque chose de magique        | Camille Lou et Florent Mothe                   |
| 10 | Un nouveau départ               | Fabien Incardona                               |
| 11 | Au Diable                       | Camille Lou                                    |
| 12 | À l'enfant                      | Zaho                                           |
| 13 | Tu vas le payer                 | Zaho                                           |
| 14 | Délivre-nous                    | Julien Lamassonne                              |
| 15 | Le Serment d'Arthur             | Florent Mothe                                  |
| 16 | Jeux dangereux (1)              | Instrumental                                   |
| 17 | Si je te promets                | Florent Mothe, Camille Lou et Charlie Boisseau |

### Acte 2
| N° | Titre                              | Interprète(s)                   |
| -- | ---------------------------------- | ------------------------------- |
| 1  | Jeux dangereux (2)                 | Instrumental                    |
| 2  | Dors, Morgane, dors                | Zaho et les chœurs              |
| 3  | Ce que la vie a fait de moi        | Zaho                            |
| 4  | L'Amour quel idiot                 | Charlie Boisseau                |
| 5  | Je me relève                       | Florent Mothe                   |
| 6  | Faire comme si                     | Charlie Boisseau et Camille Lou |
| 7  | À nos vœux sacrés                  | Fabien Incardona et Zaho        |
| 8  | Jeux dangereux (3)                 | Instrumental                    |
| 9  | Wake Up                            | Charlie Boisseau                |
| 10 | Nos corps à la dérive              | Fabien Incardona et Camille Lou |
| 11 | Il est temps                       | Camille Lou et Charlie Boisseau |
| 12 | Mon combat                         | Florent Mothe et Zaho           |
| 13 | Tout est joué (Le Chant du dragon) | David Alexis                    |
| 14 | Auprès d'un autre                  | Florent Mothe                   |

La chanson L'Amour quel idiot est une version spectacle de Qu'ils me traitent d'idiot. Les paroles de Wake Up ont été légèrement modifiées par rapport à la version studio.
Les chansons Tant de haine (interprétée par Fabien Incardona) et Le monde est parfait (interprétée par Charlie Boisseau) ne sont pas dans le spectacle.
La magie est présente dans le spectacle : disparitions, transformations...
Le final n'est pas arrêté. De septembre jusqu'à début octobre, la troupe chantait Promis c'est juré, à laquelle s'est ajoutée une reprise de Quelque chose de magique. Mi-octobre, la troupe chante Mon combat et Quelque chose de magique puis se contente de Quelque chose de magique, délaissant Promis c'est juré.

## Captation du spectacle
Le DVD du spectacle sort le 21 octobre 2016.
| Classement (2016)            | Meilleure position |
| ---------------------------- | ------------------ |
| Suisse (Schweizer Hitparade) | 2                  |

| Pays   | Organisme | Certification          | Unités |
| ------ | --------- | ---------------------- | ------ |
| France | SNEP      | Platine (équivalent à) | 19 300 |

## Distinction
- NRJ Music Awards 2015 : nomination dans la catégorie « Groupe / duo / troupe / collectif francophone de l'année »

## Production japonaise

### 2016 (Revue Takarazuka)

#### Fiche technique
- Titre : アーサー王伝説
- Livret : Dove Attia et Francois Chouquet
- Paroles et musique : Zaho, Silvio Lisbonne, Rod Janois, Orelsan et Skread
- Adaptation et mise en scène : Ishida Masaya
- Arrangements musicaux : Oota Takeshi
- Chorégraphie : Wakao Risa, AYAKO
- Troupe : Troupe de la Lune
- Année : 2016

#### Distribution
- Tamaki Ryou : Arthur
  - Natsukaze Kiki : le jeune Arthur
- Miya Rurika : Morgane
  - Kizuki Yuuma : Méléagant
- Hisumi Rin : le jeune Méléagant
- Asami Jun : Lancelot
- Manaki Reika : Guenièvre
- Chinami Karan : Merlin
- Saotome Wakaba : Leïa
- Shimon Yuriya : Gauvain
- Ayazuki Seri : Léodagan
- Takachi Ao : Urien
- Saki Akane : Anna
- Takasumi Hayato : Aglovale
- Kijou Mitsuru : Perceval
- Kousaki Ran : Grainne
- Yuu Hikaru : Breunor
- Hayaki Yuuto : Gingalain
- Souya Tomoki : Aremira
- Umino Mitsuki : Hellawes
- Kashiro Aoi : Kay
- Aose Yuuki : Lucan
- Yukarino Koyuki : Arianrhod
- Souma Seren : Caradoc
- Shizaki Reno : Gareth
- Hanabusa Kaoto : Hector
- Asahi Tsubasa : Sagramor
- Arata Tokiya : Pelleas

#### Support physique
Le DVD est sorti en 2017 et le blu-ray est sorti en 2021.

### 2023 (HoriproStage)[18]

#### Distribution
- Urai Kenji : Arthur
- Irei Kanata / Kazuki Katō : Méléagant
- Ota Motohiro / Sōichi Hirama : Lancelot
- Kominami Mayuko / Miyazawa Sae : Guenièvre
- Kobayashi Ryota : Gauvain
- Higashimaya Mitsuaki : Kay
- Ishikawa Zen : Merlin
- Aran Kei : Morgane

## Production sud-coréenne

### Fiche technique
- Titre : 킹아더
- Livret : Dove Attia et Francois Chouquet
- Paroles et musique : Zaho, Silvio Lisbonne, Rod Janois, Orelsan et Skread
- Adaptation et mise en scène : Ohrupina
- Directeur musical et arrangements musicaux : Eunkyung Shin
- Chorégraphie : Chae Hyun-won
- Scénographie : Oh Pil-Young, Jo Yu-Jin
- Lumières : Won Yu-seop
- Sons : Pilsoo Kim
- Concepteur vidéo : Cho Soo-hyun
- Costumes : Hyunsoo Ahn
- Maquillage : Kim Kyung-hee
- Accessoires : Rina Kim, Minji Jeong
- Producteur : Oh Hoon-shik

### 2019

#### Distribution
- Jang Seung-jo, Han Ji-sang, Go Hoon-jung : Arthur
- Lim Jeong-hee, Kan Mi-yeon, Lee Ji-soo : Guenièvre
- Lim Byeong-geun, Jang Ji-hoo, Niel : Lancelot
- Lisa, Park Hye-na, Choi Soo-jin : Morgane
- Kim Chan-ho, Lee Chung-ju, Kang Hong-seok : Méléagant
- Ji Hye Geun : Merlin
- Kim Ji-wook : Kay
- Lee Jong-chan : Gauvain
- Jung Da Young : Leïa
- Lee Ki-heung : le loup (danseur)
- Lee Young-ho : le cerf (danseur)
  - Ensemble : Joo Hong-kyun, Choi Min-jun, Lee Jae-beom, Kwon Ki-joong, Lee Seung-hyun, Noh Hae-young, Lee Jong-chan, Oh Hong-hak, Lim Dong-seop, Kim Jung- min, Lee Bo-seul, Namgung Min-hee, Hwang Bo-ju-seong, Hong Yun-yeong, Go Saet-byeol, Woo Mi-na, Kim Jae-hee, Im Sang-hee

### 2022[19]

#### Distribution
- Song Won-geun, Go Hoon-jeong, Lee Chung-ju : Arthur
- Jung Young-joo, Choi Hyun-joo, Hong Ryun-hee : Morgane
- Kim Chan-ho, Baek Hyung-hun, Kim Jin-wook : Méléagant
- Lim Byeong-geun, Lee Seung-heon, Noh Yun : Lancelot
- Lindsey, Lee Ji-soo, Lee Ji-yeon : Guenièvre
- Kim Tae-han, Ji Hye-geun : Merlin
- Jung Da Young : Leïa
- Lee Jong-chan : Gauvain
  - Ensemble : Kim Seo-no, Hong Yun-young, Lee Seong-jin, Jung Sung-jae, Lee Dong-hee, Kim Jung-min, Kim Ha-rin, Kim Seong-hyeon, Lee Min-ah, Kim Young- kwang, Kim Young-ki, Jo Eun-seo